# UVB-76
UVB-76 (rusky УВБ-76), též známá jako „The Buzzer“ („Bzučák“), je ruská rozhlasová stanice vysílající na krátkých vlnách (na frekvenci 4625 kHz). Slovem „Bzučák“ je přezdívána pro své typické vysílání  krátkých bzučivých tónů, ve frekvenci zhruba 25 bzučení za minutu. Ty jsou vysílány 24 hodin denně. Občas dojde k přerušení bzučení a je odeslána zpráva v ruštině. O přesném počátku vysílání se vedou spory, nicméně vysílání této stanice je zachycováno již od 70. let 20. století.

## Volací značky a další názvy
Pod označením "Bzučák" je stanice známa ve více jazycích, a to například jak v angličtině (The Buzzer), tak i v ruštině (Жужжалка). Od počátků svého vysílání se stanice hlásila volacím znakem UYB-76 (rusky УЫБ-76), mezi lety 1997 a 2010 pak znakem UZB-76 (УЗБ-76). Volací znak UVB-76 tato stanice nikdy sama nepoužila, vznikl tak nejspíše špatným přepisem UZB-76. I přesto je však označována tímto znakem. V dalších letech se pak velmi často volací znak měnil.
| Volací značka   | užívána                            |
| --------------- | ---------------------------------- |
| UZB-76 (УЗБ-76) | 1997 – 7 . září 2010               |
| MDŽB (МДЖБ)     | 7. září 2010 – 28. prosince 2015   |
| ŽUOZ (ЖУОЗ)     | 28. prosince 2015 – 1. března 2019 |
| ANVF (АНВФ)     | 1. března 2019 – 30. prosince 2020 |
| NŽTI (НЖТИ)     | 30. prosince 2020 – současnost     |

V kombinaci s těmito hlavními volacími značkami jsou používány ještě „vedlejší“ volací značky, které jsou méně časté, než ta hlavní. Ty se mění společně s hlavní volací značkou (když se změní ta, jsou zahozeny i všechny vedlejší tou dobou používané).

## Vysílání
Stanice vysílá v režimu amplitudové modulace. Frekvence bzučení se pohybuje mezi 21 a 34 zvuky za minutu, kdy jejich délka je 1,2 sekundy. Před rokem 2010 byla délka bzučivého zvuku zhruba 0,8 sekundy, zároveň v tomto roce skončilo chování, kdy minutu před každou celou hodinou byl vysílán celistvý bzukot. Na počátku vysílání Bzučák používal dvousekundová pípnutí, která byla vyměněna za bzučení na přelomu 80. a 90. let 20. století.

### Zprávy
Občas se stane, že je zvuk bzučáku přerušen a je odeslána zpráva. Ta je vždy v ruštině, vyslána živě (nikoli jako nahrávka) a je v jednom z následujících tří formátů:

#### Monolit
Zpráva formátu Monolit se vždy skládá z těchto částí:
- Volací značka (čtena dvakrát) skládající se ze čtyř symbolů, které jsou buď z ruské abecedy, či čísla
- pětičíselné identifikační značky (svým množstvím zpravidla kopírují počet volacích značek)
- bloky zpráv, sestávající z jednoho slova a osmi čísel

Takto vypadá zpráva obsahující právě jednu volací značku, jednu identifikační značku a jeden blok zprávy (jedná se o nejčastější strukturu zprávy):
NŽTI NŽTI 34 511 GOLOSOK 80 17 81 54

Vyslané zprávy typu Monolit mohou však obsahovat více částí od každé:
87OI 87OI A1JŽ A1JŽ 217O 217O DOCU DOCU MSŽ7 MSŽ7 02 189 44 871 71 132 13 155 27 420 VYMOKAN'E 18 97 35 87

87OI 87OI 25 184 GOLOVČATYJ 31 10 33 40 VEKŠA 31 10 33 40

#### Uzor
Zpráva typu Uzor obsahuje právě tyto části:
- volací znaky (čtené dvakrát)
- bloky zpráv, každý obsahující jedno slovo a čtyři čísla

Příklad zprávy typu Uzor:
MDŽB MDŽB CENTIM 61 51

Zprávy typu Uzor jsou již v současné chvíli zřídka vysílané.

#### Komanda
Komanda je nejméně častým typem zprávy, a vzhledem k tomu, že již nebyly dlouho slyšeny, předpokládá se, že tento typ zpráv již není vysílán za použití Bzučáku. Skládají se z volací značky (čtené dvakrát), zvolání ОБЪЯВЛЕНА КОМАНДА a čísla.
Příklad zprávy typu Komanda:
MDŽB MDŽB OB'JaVLENA KOMANDA 135

### Nezvyklá vysílání
V povzdálí mohou být slyšet různé rozhovory a další zvuky, což by napovídalo, že se vysílá výstup stále zapojeného mikrofonu, v němž je slyšet výstup zařízení podobného Hammondovým varhanům. Také je možné, že mikrofon zůstal zapnutý náhodou. Jedna z možností zaslechnout takovou konverzaci nastala 3. ledna 2001, kdy bylo možno zaslechnout rozhovor v ruštině:
 Я – 143. Не получаю генератор... идёт такая работа от аппаратной. (česky: „Tady 143. Nedostal jsem generátor... je to hrozná práce s hardwarem.“) 

V září roku 2010 byla zachycena různá nezvyklá vysílání, například když základní bzučení bylo nahrazeno útržky Čajkovského Labutího jezera. Dne 11. listopadu 2010 byly zachyceny útržky z telefonních hovorů a byly zaznamenávány po dobu zhruba 30 minut okolo 14. hodiny světového času. V hovoru byly zmíněny například komunikační kódy „Debut“, „Naděžda“, „Sudak“ (candát, či též město na Krymu) a "Vulkan". Bzučení je stále slyšet v pozadí, což dále potvrzuje verzi, že je generováno a následně zachytáváno mikrofonem.
 Офицер дежурного узла связи "Дебют", прапорщик Успенская. Получила контрольный звонок от Надежды... поняла. (česky: "Komunikační důstojníku, Debut, praporčík Uspěnsková. Přijala jsem kontrolní hovor od Naděždy... rozumím.")

17. července 2015 bylo na této frekvenci vysíláno něco, co připomínalo RTTY signál.
V některých dnech je možné zaslechnout vysílání různých internetových memů, které avšak nemají s pravým vysíláním nic společného. Jde o tzv. pirátské vysílání, které ve skutečnosti běžně neodesílá daná stanice, ale jiný, neoprávněný člověk.

## Poloha a funkce
Účel vysílání nikdy nebyl potvrzen, a to ani ruskou vládou, ani představiteli ruské armády. Bývalý ministr komunikací a informatiky Litvy Rimantas Pleikys však tvrdil, že účelem hlasových zpráv je prověřovat, zda jsou operátoři na přijímajících radiostanicích stále ve střehu.
Existuje také spekulace publikovaná v ruském vědeckém magazínu „Journal of Earth Sciences“, která popisuje možnost sledování změn ionosféry právě za použití rádiového vysílání na frekvenci 4625 kHz, na které Bzučák operuje. 
Nejpravděpodobnější je situace, že tato rozhlasová stanice slouží pro dorozumívání ruské (dříve sovětské) armády. Zdá se být silně nepravděpodobné, že by se jednalo o stanici nějak spojenou se špionážní činností tajných služeb jako je FSB či KGB, neboť zprávy odesílané skrze Bzučák jsou odesílány náhodně (dosud nebyl nalezen žádný vzorec v nich), naproti tomu běžné špionážní stanice vysílají v pevných časech, které se zřídkakdy mění. Použití statické frekvence 4625 kHz a nízký výkon vysílače taktéž nenasvědčuje tomu, že by zprávy měly být přijímány ve větší vzdálenosti (například v Evropě, kde by se špióni přijímající zprávy mohli nacházet).
Další z teorií (popsaná v článku BBC věnujícím se právě této stanici) říká, že Bzučák je součástí ruského raketového systému „Perimetr“ a jedná se tak o tzv. „Dead hand signal“, který v případě přerušení spustí odvetnou akci na jaderný útok na Ruskou federaci. Tato teorie se zdá být také lichá, neboť z důvodu odesílání zpráv dochází k přerušování „velmi často“ a mohlo by tak dojít k mylnému odpálení raket.
Na ruském území se vyskytují další dvě stanice s podobným mechanismem odesílání zpráv, a to „The Pip“ a „The Squeaky Wheel“. Ty stejně jako Bzučák vysílají přerušovaný tón, jehož vysílání je po jistou dobu zastaveno a na této frekvenci je přenesena zpráva v ruštině.
Opuštěný vysílač UVB-76 byl nalezen na 56°5′ s. š., 37°6′40″ v. d. v oblasti Povarovo, zhruba 10 km severně od Moskvy. V září 2010 se vysílač přesunul do blízkosti Petrohradu, což bylo způsobeno pravděpodobně reorganizací ruské armády. Od roku 2015 již není signál vysílán z blízkosti Petrohradu, ale přesunul se nejspíše na místo 69. komunikačního uzlu ruské armády u Moskvy, v těsné blízkosti města Naro-Fominsk. V roce 2011 skupinka dobrodruhů v rámci fenoménu urban exploration navštívila opuštěné budovy v oblasti Povarovo, kde měla nalézt důkazy o tom, že z místního sklepa docházelo k vysílání na frekvenci 4625 kHz na základě nalezeného rádiového deníku.